# Distrito de Bagua Grande
El distrito de Bagua Grande es uno de los que conforman la provincia de Utcubamba, ubicada en el departamento de Amazonas en el Norte del Perú. Limita por el Noreste con la provincia de Bagua y el distrito de Cajaruro, por el Sureste con el distrito de Jamalca, por el Suroeste con los distritos de Lonya Grande, Yamón y Cumba y por el Noroeste con el distrito de El Milagro.

## Historia
El distrito fue creado en la época de la independencia y tiene una población estimada mayor a 49 000 habitantes.
En la zona del Milagro, se ubica una base militar importante, desde la cual se ejecutaban varias acciones a llevar durante la Guerra del Cenepa en 1995.

## Turismo
- Caverna casa blanca, ubicada a 600 m del caserío de Casa Blanca a 1 770 m s. n. m., su boca mide 1.5 m de altura por 2.5 m de ancho, en su interior hay estalactitas en formación y murciélagos.

- Sitio paleontológico de quebrada seca, con una extensión de 1.4 km² donde se han hallado gran cantidad de restos fosilizados de vegetación, como dinosaurios y algunos mamíferos prehistóricos.5°44.854′S 78°30.370′O / -5.747567, -78.506167

- Cañón quebrada honda, contiene las cataratas El Mirador y Agua Colorada que caen dentro del cañón. Con abundante vegetación conformado por plantas endémicas de la zona tales como: orquídeas, helechos y árboles de  balsas; es hábitat de animales silvestres como:

majas, zorro andino, añuje, halcón, paucares, loros, colibríes, golondrinas y gallito de las rocas.

## Autoridades

### Municipales
- - Alcalde: de la Provincia de Utcubamba actual, DIOGENES CELIS JIMENEZ.
- 2015-2018[1]
  - Alcalde: Manuel Felicino Izquierdo Alvarado, del Movimiento Sentimiento Amazonense Regional.
  - Regidores: Williams Zumaeta Lucero, Nelson Muñoz Pérez, Augusto Javier Pacheco Fernández, Gladis Clavo Bentura, Humberto Evelio Irigoin Quintana, Walter Heredia Cabrera, María Dilsa Izquierdo Mego, Teófilo Rojas Román, Feliberto Fernández Medina, Roger Aguilar Alvarado, Luzmila Ysabel Cardozo Montalvo.
- 2011-2014
  - Alcalde: Milecio Vallejos Bravo, Movimiento Independiente Surge Amazonas (MISA).

- - Alcalde: Segundo Hernández Cariñito - el Arbolito

### Religiosas
- Obispo de Chachapoyas: Monseñor Emiliano Antonio Cisneros Martínez, OAR.[2]
- Párroco: Pbro. Castinaldo Ramos García (Parroquia Santiago Apóstol).